# Willie Bauld
Willie Bauld (Edimburgo, 24 gennaio 1928 – 11 marzo 1977) è stato un calciatore scozzese, di ruolo attaccante.

## Carriera

### Club
Militò per tutta la carriera negli Hearts, club con cui vinse 2 campionati e una coppa nazionale. Fu altresì il miglior marcatore del campionato scozzese in due occasioni (1950 e 1955). Con Alfie Conn e Jimmy Wardhaugh formava il Terrible Trio dell'Hearts.

### Nazionale
Vestì la maglia della Nazionale 3 volte, tutte nel 1950, andando a segno per due volte.

## Palmarès

### Club

#### Competizioni nazionali
- Campionato scozzese: 2

Hearts: 1957-1958, 1959-1960
- Coppa di Scozia: 1

Hearts: 1955-1956
- Coppa di Lega scozzese: 3

Hearts: 1954-1955, 1958-1959, 1959-1960